# Liste der äquatorialguineischen Außenminister
Diese Liste der äquatorialguineischen Außenminister listet alle äquatorialguineischen Außenminister seit 1968 auf.
| Antritt          | Abgang          | Außenminister                 | Leben       | Partei                                                                                             | Regierung                                                           |
| ---------------- | --------------- | ----------------------------- | ----------- | -------------------------------------------------------------------------------------------------- | ------------------------------------------------------------------- |
| 12. Oktober 1968 | 5. März 1969    | Atanasio Ndongo Miyone        | 1928 – 1969 | Movimiento Nacional de Liberación de Guinea Ecuatorial                                             | Regierung Nguema                                                    |
| 1969             | 1971            | Francisco Macías Nguema       | 1924 – 1979 | Popular Idea of Equatorial Guinea (bis 1970), Partido Unico Nacional de los Trabajadores (ab 1970) | Regierung Nguema                                                    |
| 1971             | 1979            | Bonifacio Nguema Esono Nchama | 1936 – 2015 | Fuerza Demócrata Republicana                                                                       | Regierung Nguema                                                    |
| 1979             | 1981            | Florencio Mayé Elá            | * 1944      | | Regierung Nguema Mbasogo                                            |
| 1981             | 1982            | Marcos Mba Ondo               | * 1950      | | Regierung Nguema Mbasogo                                            |
| 1982             | 1989            | Marcelino Nguema Onguene      |             | | Regierung Bioko                                                     |
| 1989             | 1992            | Santiago Eneme Ovono          | * 1958      | | Regierung Bioko                                                     |
| 1992             | 1993            | Benjamín Mba Ekua Mikó        | * 1948      | | Regierung Bileka                                                    |
| 1993             | 1999            | Miguel Oyono Ndong Mifumu     |             | | Regierung Bileka, Regierung Seriche Dougan                          |
| 1999             | 2003            | Santiago Nsobeya Efuman       | 1950 – 2020 | Partido Democrático de Guinea Ecuatorial                                                           | Regierung Seriche Dougan, Regierung Rivas                           |
| 11. Februar 2003 | 28. Mai 2012    | Pastor Micha Ondo Bile        | * 1952      | Partido Democrático de Guinea Ecuatorial                                                           | Regierung Rivas, Regierung Boricó, Regierung Nfubea, Regierung Tang |
| 28. Mai 2012     | 6. Februar 2018 | Agapito Mba Mokuy             | * 1965      | Partido Democrático de Guinea Ecuatorial                                                           | Regierung Tomi, Regierung Obama Asue                                |
| 6. Februar 2018  | amtierend       | Simeón Oyono Esono Angue      | * 1967      | Partido Democrático de Guinea Ecuatorial                                                           | Regierung Obama Asue                                                |